# Anathon Aall
Anathon August Fredrik Aall (Nesseby, 15 agosto 1867 – Oslo, 9 gennaio 1943) è stato un filosofo norvegese.

## Biografia
Figlio di un pastore evangelico, Aall si diplomò nel 1886 alla Scuola Superiore di Latino a Stavanger e nel 1891 dette l'esame di teologia all'Università di Christiania a Oslo con un lavoro sul Vangelo di Giovanni. Negli anni fra il 1893 e il 1895 Aall si recò all'estero per studiare storia della filosofia e storia della chiesa, ma gli studi sul Vangelo di Giovanni lo portarono a confrontarsi con il problema del Logos, su cui scrisse la sua opera più famosa, Der Logos. Geschichte seiner Entwicklung in der griechischen Philosophie und der christlichen Literatur. L'opera di Aall, che tratta dell'evoluzione del concetto del logos da Eraclito alla patristica, toccava il nucleo del credo ufficiale della Chiesa norvegese e gli impedì di conseguire la docenza, anche se lo scritto fu comunque apprezzato.
Nel 1897 Aall si trasferì a Halle per dedicarsi ai suoi studi filosofici e in particolare su Immanuel Kant; nel 1899 si trasferì per un breve periodo a Oxford dove fu tra i fondatori del College Ruskin Hall e l'anno dopo tornò in Germania, dove condusse i suoi studi sulla filosofia del diritto e la psicologia sperimentale, mettendo a punto due sue opere, La fede (1901) e Potere e dovere (1902).
Nel 1903 conseguì un dottorato all'Università di Halle e studiò con i massimi psicologi tedeschi dell'epoca, Wundt e Kruger a Lipsia. In quel periodo pubblicò anche alcuni studi sui sogni e sulla memoria.
Nel 1908 divenne docente all'Università di Christiania a Oslo, dalla cui cattedra Aall influenzò notevolmente gli studi di filosofia e psicologia del proprio paese.
Nel 1928 sposò Lily Weiser, una ragazza di famiglia borghese di 32 anni più giovane, suscitando scalpore. Lily era una donna colta e ben istruita, e spesso contribuì al lavoro di Aall.

## Opere
- 1896-9 – Der Logos I-II
- 1900 – Vort sjælelige og vort ethiske liv
- 1902 – Macht und Pflicht
- 1906 – Ibsen og Nietzsche
- 1906 – Sokrates - Gegner oder Anhänger der Sophistik
- 1911 – Filosofiens historie i Norge
- 1918 – Filosofien i Norden